# Clidemia umbellata
Clidemia umbellata là một loài thực vật có hoa trong họ Mua. Loài này được (Mill.) L.O. Williams mô tả khoa học đầu tiên năm 1963.